# 의령 운곡리 고분군
의령 운곡리 고분군(宜寧 雲谷里 古墳群)은 대한민국 경상남도 의령군 용덕면 운곡리에 있는 삼국시대의 의령 운곡리 고분군이다. 1999년 8월 6일 경상남도의 기념물 제222호로 지정되었다.

## 개요
삼국시대 고분군으로 석실묘, 석곽묘, 목곽묘 등 다양한 묘제(墓制)의 고분이 분포하고 있다. 현재 20여기 이상의 봉토분이 분포하고 있는 것으로 지표조사되었다.

## 참고 자료
- 의령 운곡리 고분군 - 국가유산청 국가유산포털